# Ines Ajanović
Ines Ajanović (en alphabet cyrillique serbe : Инес Ајановић; en alphabet latin serbe : Ines Ajanović), née le 12 novembre 1980 à Belgrade (Yougoslavie, actuelle Serbie), est une joueuse de basket-ball serbe de 1,96 m évoluant au poste d'intérieure.

## Biographie
Arrivée à Montpellier pour pallier l'indisponibilité provisoire d'Iva Perovanović, elle reste jusqu'à la fin de la saison 2011 pour remplacer Brittainey Raven.
En septembre 2012, elle rejoint Arras pour pallier l'indisponibilité en début de saison d'Olesia Malachenko, après avoir passé la saison précédente à Gdynia (5,4 points et 3,3 rebonds en Euroligue) puis Comense (7,6 points et 3,1 rebonds en 17 matches) .
En 2013-2014, elle joue au Brésil avec Maranhao Basquete pour 6,1 points et 4,1 rebonds par rencontre puis signe durant l'été 2014 avec le club espagnol d'Euroligue Rivas Ecópolis (9,6 points et 4,6 rebonds en 28 minutes en championnat) puis termine la saison en France à Montpellier comme pigiste médical de Mistie Bass.

## Parcours
- 1996-1997:  Étoile Rouge de Belgrade
- 2004-2005:  Szeviép Szeged
- 2005-2007:  Pallacanestro Virtus Viterbo
- 2007-2008:  Saint-Amand-les-Eaux
- 2008-2009:  Club Atletico Faenza Pallacanestro
- 2009-2010:  ASD Basket Parme
- 2010-2011:  Radivoj Belgrade
- 2010-2011:  Basket Lattes Montpellier Agglomération
- 2011-2012 :  Lotos Gdynia
- 2011-2012 :  Pool Comense 1872
- 2012-2013:  Arras Pays d'Artois Basket Féminin
- 2014 :  Maranhao Basquete
- 2014-2015 :  Rivas Ecópolis
- 2014-2015:  Montpellier

## Palmarès
- Vainqueur de la Coupe d'Italie en 2009
- Coupe de France féminine de basket-ball 2011[6] et 2015[7]